# Diskontinuierliches Morphem
Ein diskontinuierliches Morphem ist ein Morphem, das mindestens ein diskontinuierliches Allomorph aufweist, also aus mindestens zwei lautlich oder schriftlich nicht zusammenhängenden Einheiten besteht. Beispiele sind etwa Zirkumfixe wie ge-…-t in geehrt, gelacht im Deutschen oder viele Wortwurzeln in semitischen Sprachen wie arabisch s-l-m ‚Friede, Ergebung‘ in den Wörtern salam, islam, muslim.